# اندیس سیلیس ده سفید
سیلیس ده سفید یک اندیس غیرفلزی است که در حوالی شهر درود استان لرستان قرار دارد و مادهٔ معدنی موجود در آن، سیلیس است.سنگ میزبان این اندیس گرانیت است و دیرینگی آن به دوران پالئوسن می‌رسد.